# Blenheim (Canada)
Blenheim è un centro abitato del Canada, situato nella parte sud-occidentale dell'Ontario. Amministrivamente dipende dalla municipalità di Chatham-Kent.